# Psychotria urbaniana
Psychotria urbaniana är en måreväxtart som beskrevs av Julian Alfred Steyermark. Psychotria urbaniana ingår i släktet Psychotria och familjen måreväxter. Inga underarter finns listade i Catalogue of Life.